# Bitwa pod Culloden

Szarża czołowej linii jakobitów na wojska królewskie

Bitwa na Culloden – starcie zbrojne pomiędzy jakobitami, wspieranymi przez wojska francuskie, a wojskami Jerzego II, panującego króla z dynastii hanowerskiej, które miało miejsce 16 kwietnia 1746 roku na błotnistym stoku w pobliżu Inverness w Szkocji. Zakończyła się zwycięstwem wojsk królewskich.

## Tło wydarzenia
W roku 1745 w Szkocji wylądował książę Karol Edward Stuart (Bonnie Prince Charlie), pragnący odzyskać królestwo dla swego ojca Jakuba Edwarda, którego i ojciec, król Jakub II, został wygnany z Anglii w roku 1688, kiedy rządy objął Wilhelm Orański. Wywodzący się głównie z klanów szkockich górali jakobici popierali kandydaturę "króla za morzami" – jak nazywano Jakuba Edwarda Stuarta. Na czele licznych klanów szkockich Karol Edward wyruszył na południe, zdobywając Edynburg, stolicę kraju.
Następnie powstańcy szkoccy odnieśli zwycięstwo pod Prestopans (1745), gdzie zadali klęskę wojskom angielskim. Armia powstańcza rosła w siłę i liczyła około 5 tysięcy ludzi. Wojska Karola doszły aż do miejscowości Derby w środkowej Anglii i zamierzały ruszyć na Londyn, jednak po informacjach o nadciągającej 30-tysięcznej armii królewskiej i dezercji około tysiąca ludzi Szkoci rozpoczęli odwrót. W ślad za nimi ruszyli Anglicy. Jednak i tym razem powstańcy wzmocnieni pułkami francuskimi rozbili silniejszego przeciwnika pod Falkirk 17 stycznia 1746. W drodze powrotnej jakobici pustoszyli tereny górskie i atakowali forty i placówki rządowe.

## Bitwa
W kwietniu 1746 Anglicy (8 tys. ludzi) dowodzeni przez księcia Cumberland byli ponownie gotowi do walki. Ich oddziały (składające się głównie z Hanowerczyków) dotarły na niegościnny obszar torfowisk i wrzosowisk Culloden Moor, gdzie ulokowały się wojska jakobitów (7 tys. ludzi). W noc poprzedzającą bitwę z szeregów powstańców ubyło około 2 tys. ludzi, którzy rozbiegli się w poszukiwaniu pożywienia, a wielu zasnęło na równinie. O świcie, gdy Anglicy podeszli na odległość kilku kilometrów od stanowisk jakobickich, w ich obozie zarządzono pośpieszną pobudkę.
Bitwa rozpoczęła się około godz. 13, kiedy Anglicy podeszli na odległość pół kilometra i rozpoczęli ostrzał artyleryjski, wyrządzając znaczne szkody powstańcom. Wówczas Szkoci przypuścili chaotyczną szarżę. Atak jakobitów został odparty ogniem artylerii angielskiej. Pierwsza salwa powaliła na ziemię setki Szkotów. Dwa pułki królewskie, przyjmując na siebie pierwszy atak powstańców, rozproszyły się, co umożliwiło około pięciuset Szkotom przedarcie się przez pierwszą linię nieprzyjaciela. Tutaj jednak natknęli się na obronę drugiej linii, która ich otoczyła i rozbiła. Inna brygada jakobicka pod wodzą Murraya pogubiła się w tym czasie na polu bitwy i dostała pod silny ostrzał przeciwnika. Żołnierze regularnej armii angielskiej walczący pod Fontenoy mówili później, że jeszcze nigdy nie widzieli tylu zabitych na polu walki. W końcu dragonia hanowerska zmusiła Szkotów i pikinierów irlandzkich do odwrotu, który zakończył się paniczną ucieczką. Kolejny atak kawalerii królewskiej na tyły jakobitów szybko zakończył bitwę. Anglicy stracili 52 zabitych i 259 rannych, jakobici zaś ponad 2 tys. zabitych i rannych, co było prawie połową stanu całej armii. Większość rebeliantów zginęła po wycofaniu się z bitwy ścigana przez kawalerię zwycięzców.
W czasie pościgu zginęły też setki bezbronnych cywili, którzy przyszli obserwować bitwę. Po bitwie Anglicy i Hanowerczycy przeczesali pole bitwy dobijając rannych. Innych rannych stracono później w Anglii. Około tysiąc jeńców sprzedano jako niewolników na amerykańskie plantacje bawełny.
Książę Karol Edward Stuart został wyprowadzony z pola bitwy i następne 6 miesięcy spędził jako zbieg, dopóki nie został zabrany ze Szkocji przez okręt francuski. Sam Cumberland zwany był odtąd w Szkocji Rzeźnikiem.